# José Gaspar Marín

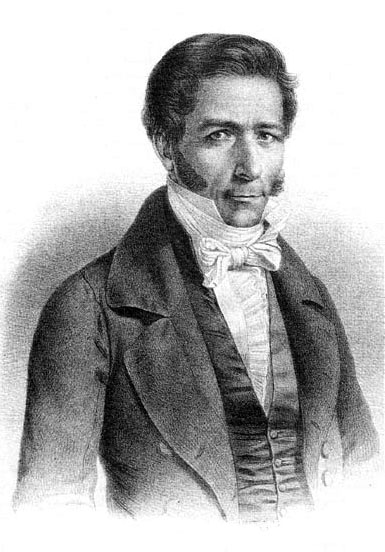
José Gaspar Marín

José Gaspar Marín Esquivel (* 1772 in La Serena, Chile; † 24. Februar 1839 in Santiago de Chile) war ein  chilenischer Anwalt und Politiker. Er war als Sekretär der ersten Regierungsjunta, die Chile von September 1810 bis Juli 1811 regierte, und Mitglied der zweiten Junta, die José Miguel Carrera nach seinem Putsch im Herbst 1811 installierte. 
Er war verheiratet mit Luisa Recabarren y Aguirre, mit der er fünf Kinder hatte.

## Jugend und Ausbildung
Marín wurde als Sohn von José Fermín Marín y Aguirre und seiner Ehefrau Josefa del Carmen de Esquivel y Hernández Pizarro in La Serena geboren.
An der Real Universidad de San Felipe studierte er Theologie und Rechtswissenschaften und schloss beide Fächer mit Promotion ab. Marín verfolgte zunächst eine juristische Laufbahn, ab 1809 war er Präsident der Anwaltsvereinigung (Academia de Abogados).

## Mitglied der ersten Regierungsjunta 1810
Mit dem Einmarsch Napoleons in Spanien, der Inhaftierung König Ferdinands und der Bildung der Junta Suprema Central entstand auch in Chile der Drang, eine Junta einzurichten. Am 18. September 1810 berief der Gouverneur von Chile, Mateo de Toro Zambrano y Ureta, eine Versammlung ein, um über die Regierung des Landes zu beraten.
Auf der Versammlung, die den Beginn der Unabhängigkeit Chiles markiert, wurde eine Regierungsjunta gewählt, deren Vorsitz Toro Zambrano übernahm. Die Junta benannte zwei Sekretäre, einer davon war Marín.

## Mitglied der zweiten Junta 1811 nach dem Carrera-Putsch
Beim Putsch, den José Miguel Carrera im September 1811 unternahm, sollte der Kongress, der die Regierungsjunta abgelöst hatte, in eine stärker unabhängigkeitsorientierte Richtung gebracht werden. Marín zählte (für den Wahlkreis Coquimbo) zu den radikalen Abgeordneten, die Carrera an die Stelle der abgesetzten Moderaten und Royalisten berief.
Nach einem zweiten Putsch löste Carrera im November 1811 den Kongress auf und installierte ein Triumvirat unter seiner Führung, dem neben ihm selbst auch Bernardo O’Higgins und Marín angehörten.

## Nach der Unabhängigkeit
Als die Spanier nach der Schlacht von Rancagua im Herbst 1814 die Macht in Chile zurückeroberten, ging Marín wie viele andere Unabhängigkeitskämpfer (darunter Carrera und Bernardo O’Higgins) ins Exil ins argentinische Mendoza. Nach dem endgültigen Sieg der Unabhängigkeitsbewegung in der Folge der Schlacht von Chacabuco im Februar 1817 kehrte er nach Chile zurück.
Marín ging wieder in die Justiz: 1823 wurde er Staatsanwalt am Obersten Gerichtshof Chiles. Bei seinem Tode fungierte als ministro des Obersten Gerichts.
Er wurde mehrfach als Abgeordneter und Senator in den chilenischen Kongress gewählt und war Mitglied des Justizausschusses sowie 1832 Vizepräsident des Abgeordnetenhauses.
1839 starb er im Alter von 67 Jahren in Santiago.